# Aiakas zinorum
Aiakas zinorum és una espècie de peix de la família dels zoàrcids i de l'ordre dels perciformes.

## Morfologia
- Els mascles poden assolir 8,7 cm de longitud total.[4][5]

## Hàbitat
És un peix marí i d'aigües profundes que viu entre 550-630 m de fondària.

## Distribució geogràfica
Es troba al nord de les Illes Malvines.

## Observacions
És inofensiu per als humans.